# Skurcze Braxtona Hicksa
Skurcze Braxtona Hicksa (ang. Braxton Hicks' contractions) – termin z zakresu ginekologii i położnictwa określający aktywność skurczową mięśnia macicy o dużej amplitudzie i sile. Mają częstość 1–2 na godzinę i amplitudę 2–4 kPa (15-30 mm Hg). Skurcze tego typu przyczyniają się do progresji porodu, występują jednak rzadziej niż skurcze Alvareza. Opisał je jako pierwszy angielski ginekolog John Braxton Hicks (1823–1897).

## Klasyfikacja ICD10
| kod ICD10     | nazwa choroby                                       |
| ------------- | --------------------------------------------------- |
| ICD-10: O47   | Poród fałszywy                                      |
| ICD-10: O47.0 | Poród fałszywy przed ukończeniem 37. tygodnia ciąży |
| ICD-10: O47.1 | Poród fałszywy w 37. tygodniu ciąży lub później     |
| ICD-10: O47.9 | Poród fałszywy, nieokreślony                        |